# 弗朗切斯科·瓜尔迪
弗朗切斯科·拉扎罗·瓜尔迪（義大利語：Francesco Lazzaro Guardi，義大利語發音：[franˈtʃesko ˈgwardi]；1712年10月5日—1793年1月1日）是義大利畫家、貴族、威尼斯畫派的成员。他與其兄弟被認為是同屬於古典威尼斯畫派的最後一批實踐者。
在他職業生涯的早期，他與哥哥喬瓦尼·安東尼奧·瓜尔迪（Giovanni Antonio Guardi）合作繪製宗教畫。1760年喬瓦尼·安東尼奧去世後，弗朗切斯科專注於繪製城市景觀畫（Veduta）。最早的作品顯示出卡納萊托對其的影響，但他逐漸採用了一種模糊的風格，其特點是充滿活力的筆觸和自由想像的建築。

## 傳記
弗朗切斯科·瓜尔迪出生於威尼斯來自特倫托的一個貴族家庭。他的父親多梅尼科（Domenico，生於1678年），兄弟尼科洛（Niccolò）和喬瓦尼·安東尼奧也是畫家，1716年父親去世後瓜尔迪與兄弟繼承了家族的畫坊。當時家人們可能皆曾以團隊合作的形式參與了後來歸屬於弗朗切斯科的大型委託。妹妹瑪麗亞·切奇利亚（Maria Cecilia）嫁給了當時傑出的威尼托-歐洲畫家乔瓦尼·巴蒂斯塔·提埃坡罗。
1735年，瓜尔迪進入米凯莱·马里耶斯基（Michele Marieschi）的畫坊，並一直待到1743年。他的第一批確定的作品是1738年為特倫托維戈-迪法薩的一個教區創作的。在此期間，他與哥哥喬瓦尼·安東尼奧 一起工作。弗朗切斯科署名的第一件作品是1739年左右創作的《朝拜聖體》（Saint Adoring the Eucharist）。

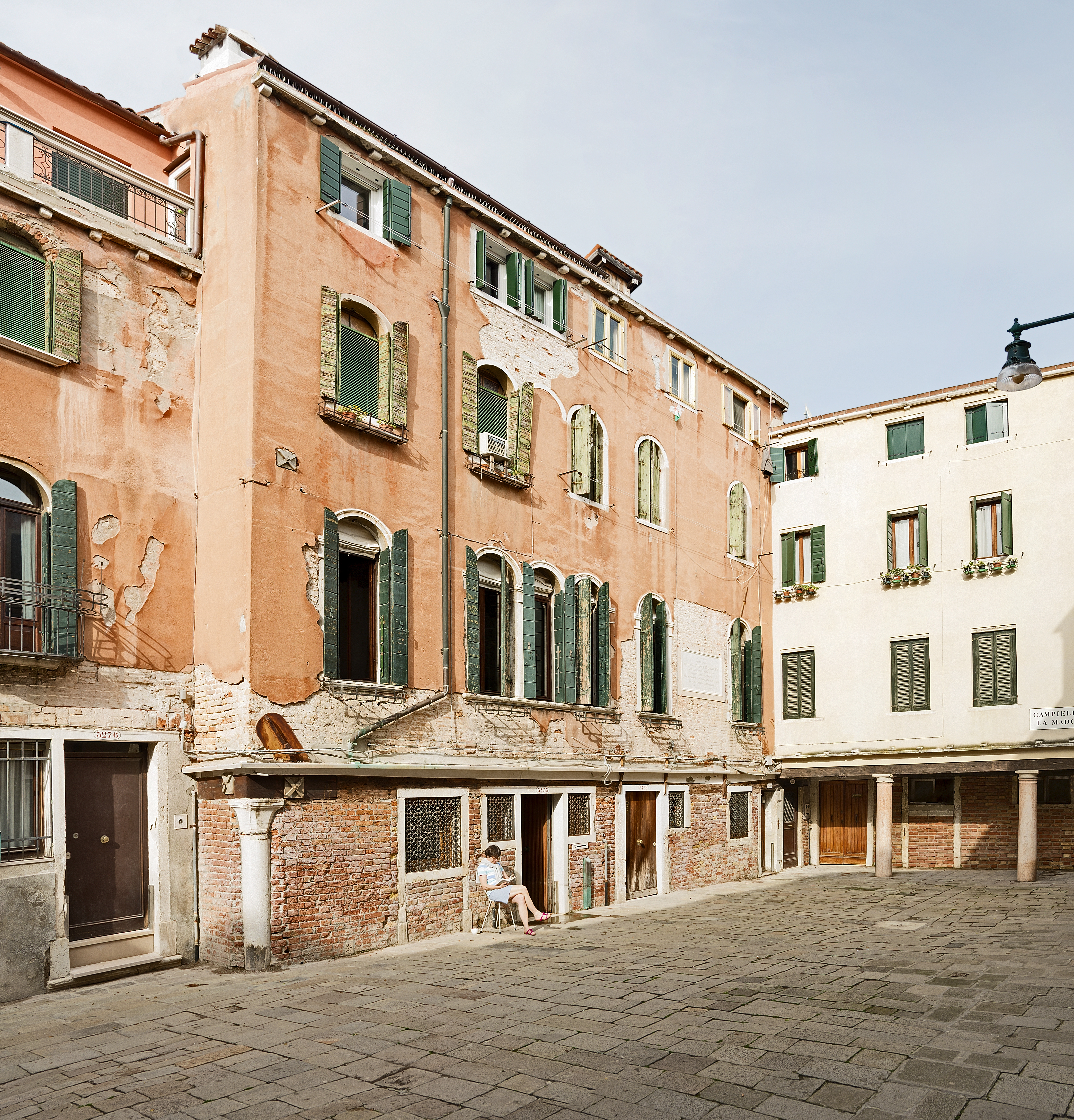
卡納雷焦的瓜尔迪之家

瓜尔迪此一時期同時創作風景畫和人物畫。他早期的都市景觀作品受到了卡納萊托和卢卡·卡莱瓦里斯（Luca Carlevarijs）的影響。1757年2月15日，他與畫家馬泰奧·帕加尼（Matteo Pagani）的女兒瑪麗亞·馬泰亞·帕加尼（Maria Mattea Pagani）結婚。1760年，哥哥喬瓦尼·安東尼奧（Gian Antonio）去世，長子文森佐（Vincenzo）出生。第二個兒子賈科莫於1764年出生。
1763年，他在穆拉諾島的聖伯多祿致命堂工作，完成了《多米尼加聖人的奇蹟》（Miracle of a Dominican Saint），其準表現主義風格明顯受到亚历山德罗·马尼亚斯科（Alessandro Magnasco）的影響。
弗朗切斯科·瓜尔迪最重要的後期作品包括《總督的盛宴》（Doge's Feasts），這是一系列十二幅畫布，慶祝1763年威尼斯總督阿爾韋塞四世·莫塞尼格的選舉儀式。到了晚年，卡納萊托對其藝術的影響逐漸減弱，其威尼斯黄金宫的《小廣場》（Piazzetta）就表明了這一點。 大約在1778年，他在龙切尼奥教區教堂畫了嚴肅的《聖三一對聖彼得和聖保羅顯現》（Holy Trinity Appearing to Sts. Peter and Paul）。

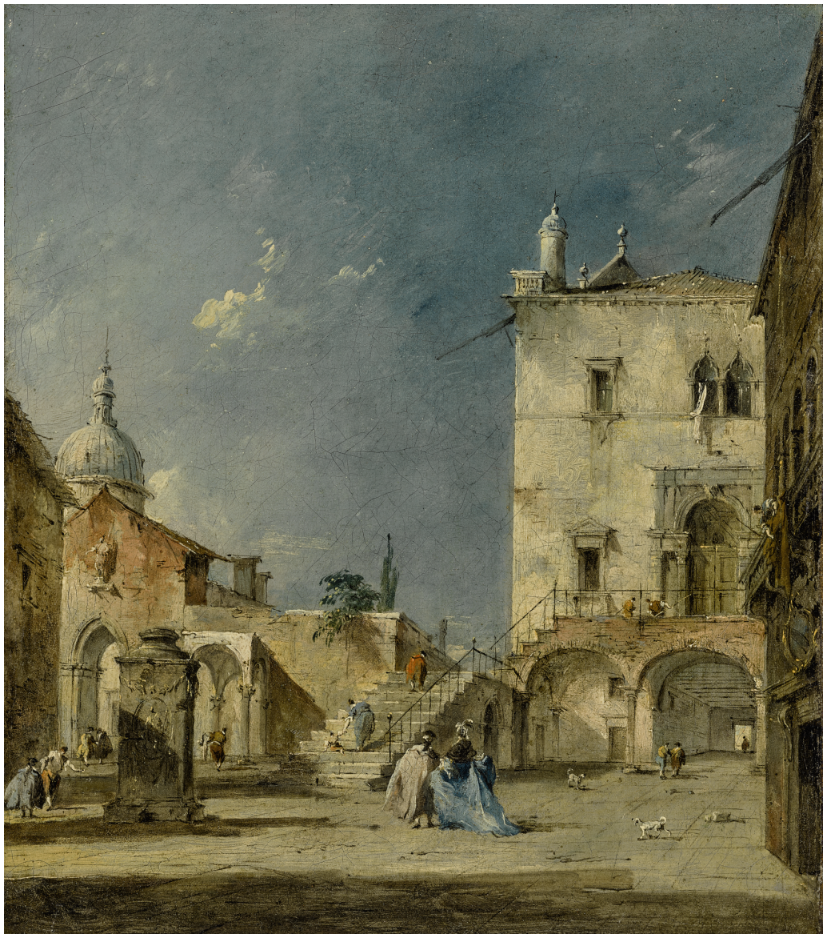
《威尼斯坎波的狂想風景》（Capriccio View of a Venetian Campo）（1780年）

1782年，瓜尔迪受威尼斯政府委託繪製了六幅油畫，以慶祝俄羅斯大公的到訪該都市，現僅存兩幅，另外為教皇庇護六世繪製了兩幅。當年9月12日被威尼斯美术学院錄取。
在瓜尔迪的晚期作品中體現出對色彩的更多關注，例如1782年的《80個孤兒協奏曲》（Concerto of 80 Orphans），現藏於慕尼黑，還在創作了位於貝加莫卡拉拉學院的《帶有樓梯的宮殿正面》（Façade of Palace with Staircase）。
瓜尔迪於1793年在卡納雷焦區的馬多納廣場（Campiello de la Madona）去世。

## 成熟風格

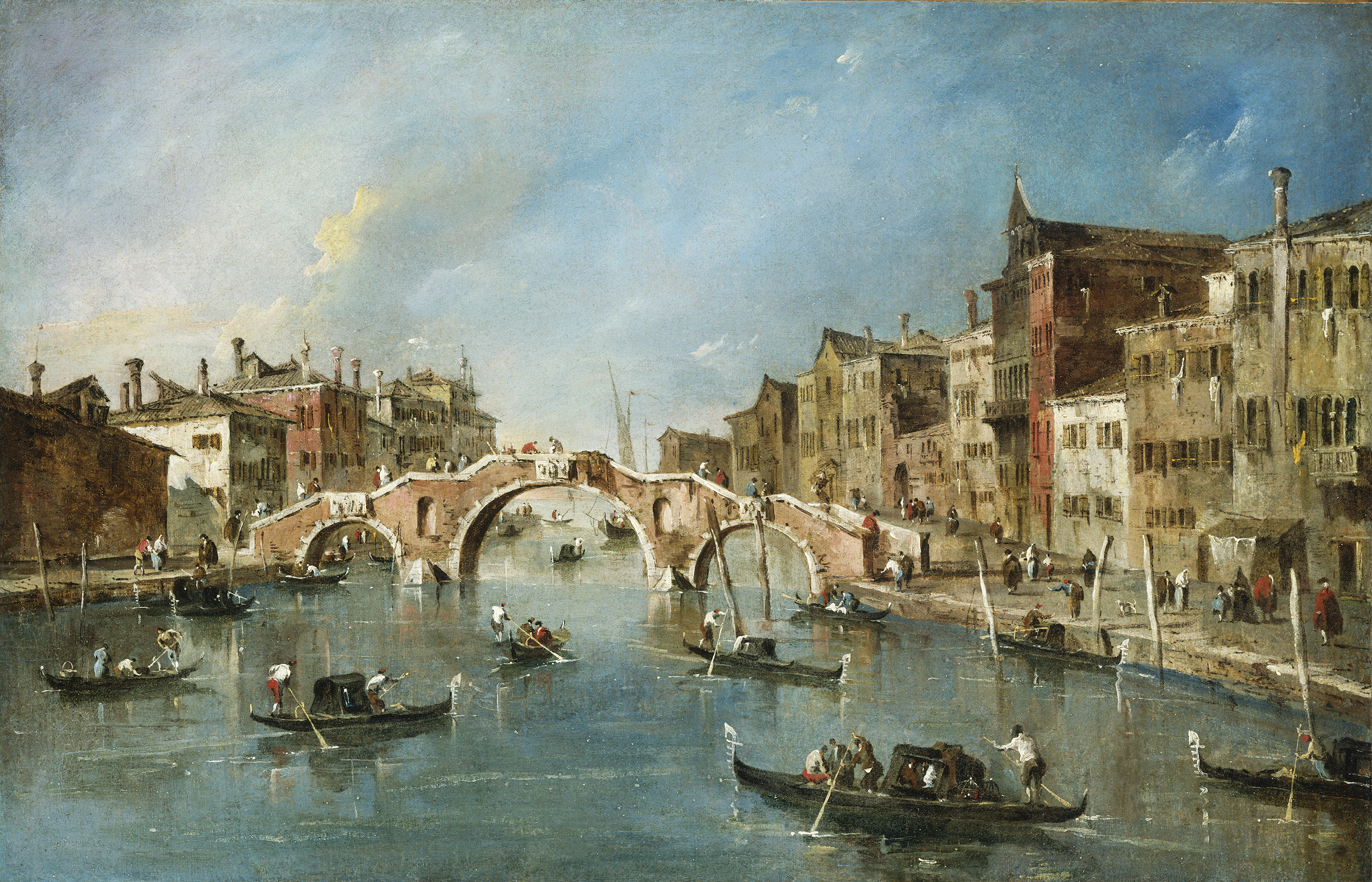
《威尼斯，卡納雷焦運河景觀》，約1775-1780年，華盛頓國家美術館

在所有弗朗切斯科和喬瓦尼·安東尼奧·瓜尔迪的畫作中，最受讚譽的作品不是風景畫，而是以輕快的暈塗法為聖辣法厄爾天使堂管風琴樓廂繪製的《托比特的故事》（Story of Tobit）。 引述網路藝術畫廊的說明：
採用透視法、井然有序的大氣空間、提也波洛的帕拉第奥式的穩固性……都被替換成了具個人風格的彩色筆跡——現在表現出的是技藝高超的書法性筆觸，以及鮮艶雲彩。
瓜尔迪的繪畫風格因其細小的圓點和充滿活力的筆觸而被稱為「觸感繪畫」 （pittura di tocco）。喬瓦尼·皮亞澤塔（Giovanni Piazzetta）和塞巴斯蒂亞諾·里奇（Sebastiano Ricci）也曾使用過這種模糊的繪畫風格，在某些宗教主題中，讓人想起巴羅奇的博洛尼亞風格中令人愉快的暈塗法。在這一點上，他不同於卡納萊托的畫中那種更加線性和建築精確的風格。在一個世紀後，這種風格使瓜尔迪的作品受到法國印象派的高度評價。
卡納萊托作為一個城市景觀主義者，專注於安詳的共和國所建立的迷人的城市建築；瓜尔迪與之不同的是，瓜尔迪所繪的建築物往往看起來正在消融，沉入陰暗的潟湖。卡納萊托的油畫常常以複雜的線條和令人印象深刻的細節，描繪陽光明媚的威尼斯，而瓜尔迪的畫則描繪黃昏時分城市上空的雲霧繚繞。然而，這些是簡化過的對比，因為卡納萊托也經常畫單調的社區生活和街區（在其中創造了一些史詩般的藝術品質），而瓜尔迪有時也不迴避畫威尼斯公爵府的儀式。從根本上來說，瓜尔迪的畫作喚起了衰敗起點的形象。公民已經萎縮成無能為力的小人族，無法拯救搖搖欲墜的共和國，例如在《聖馬庫拉油庫大火》（Oil Depot in San Marcuola）。對帝國的迅速衰亡描述得恰如其分，按拿破崙的評價，帝國已淪為一個「歐洲會客廳」，裡面充滿賭場、狂歡節和可供雇傭的妓女。

## 圖庫

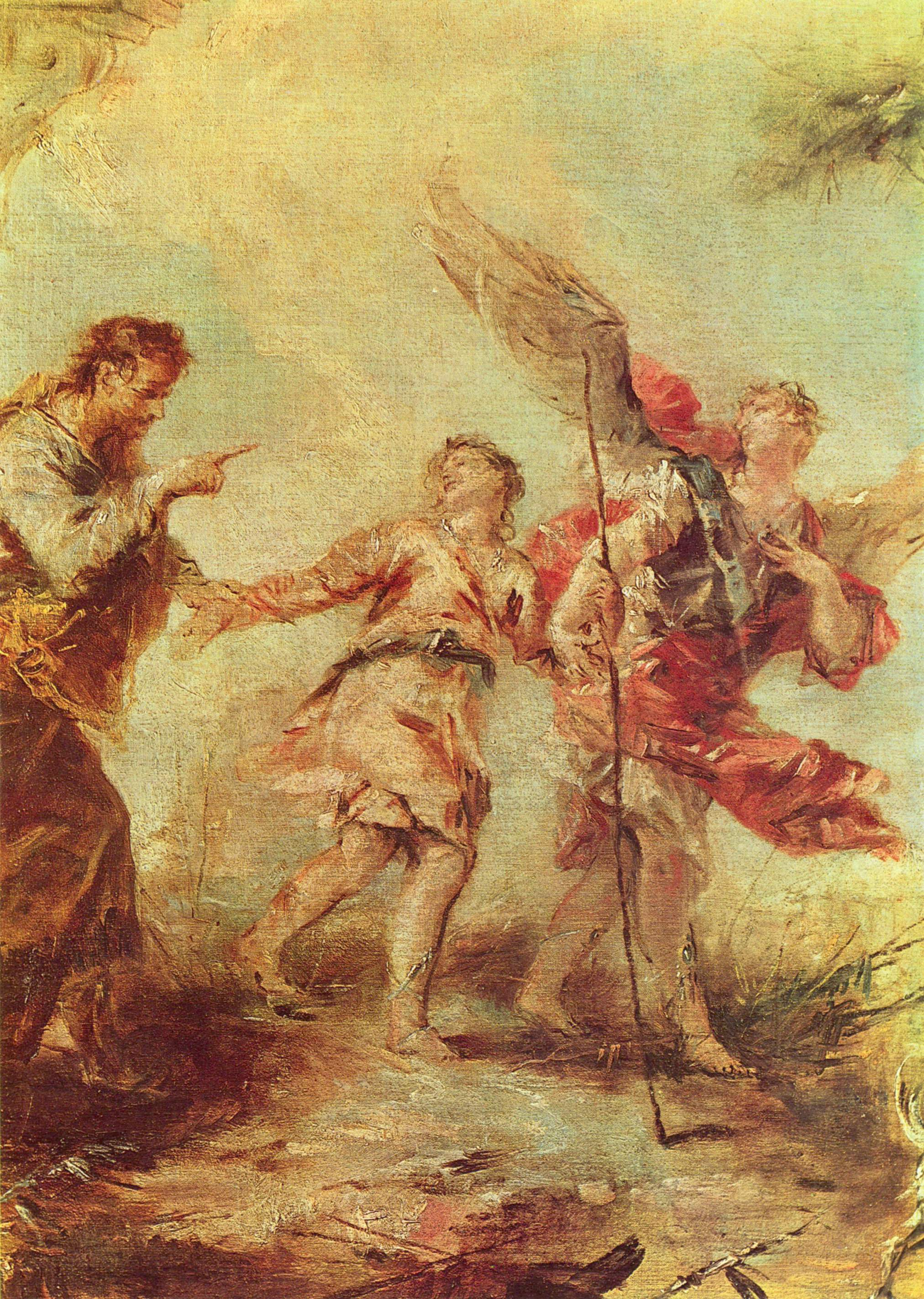
《多俾亞和天使的離去》，聖辣法厄爾天使堂（威尼斯）
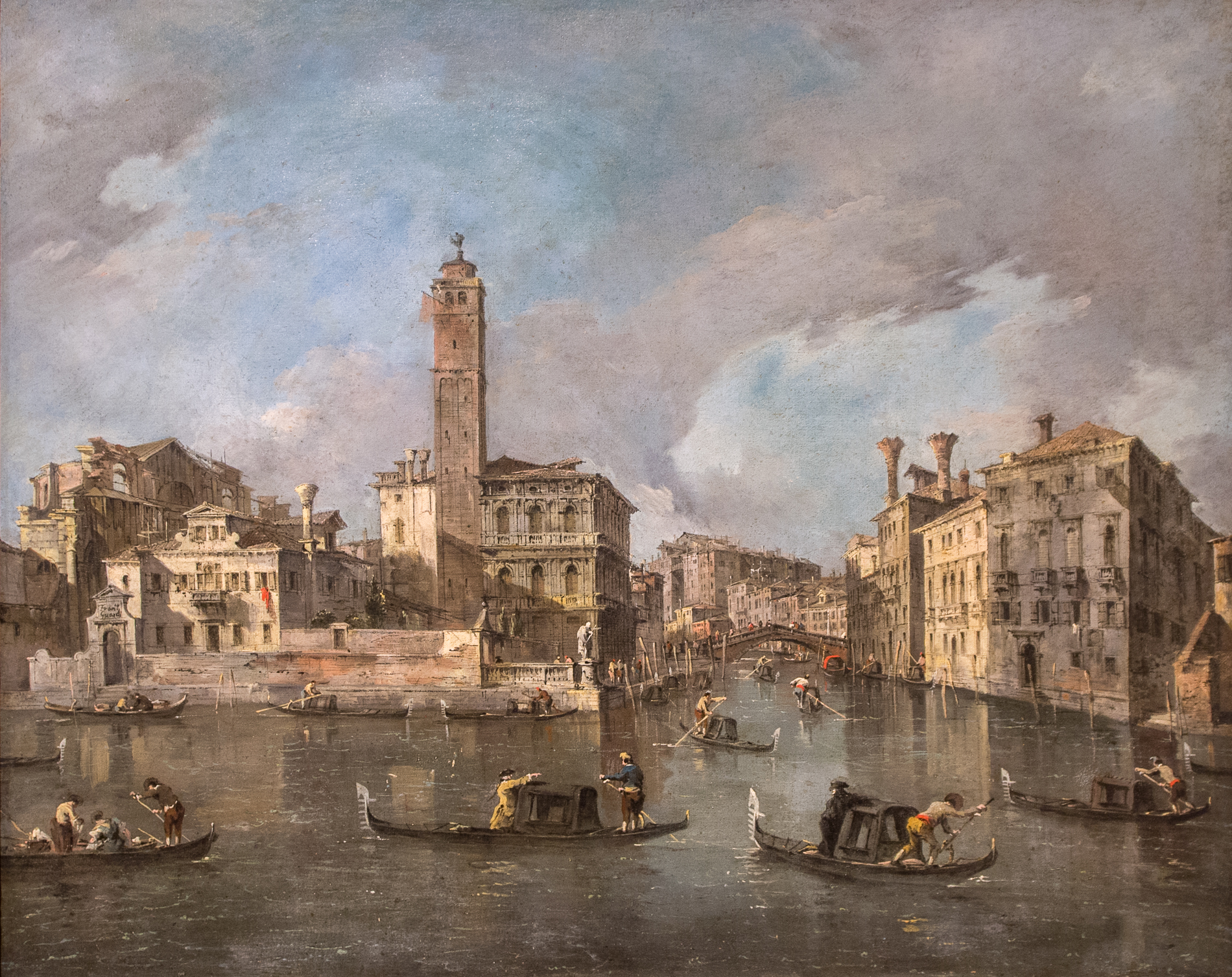
《威尼斯，在聖耶肋米亞觀看大運河》（1760–1765）
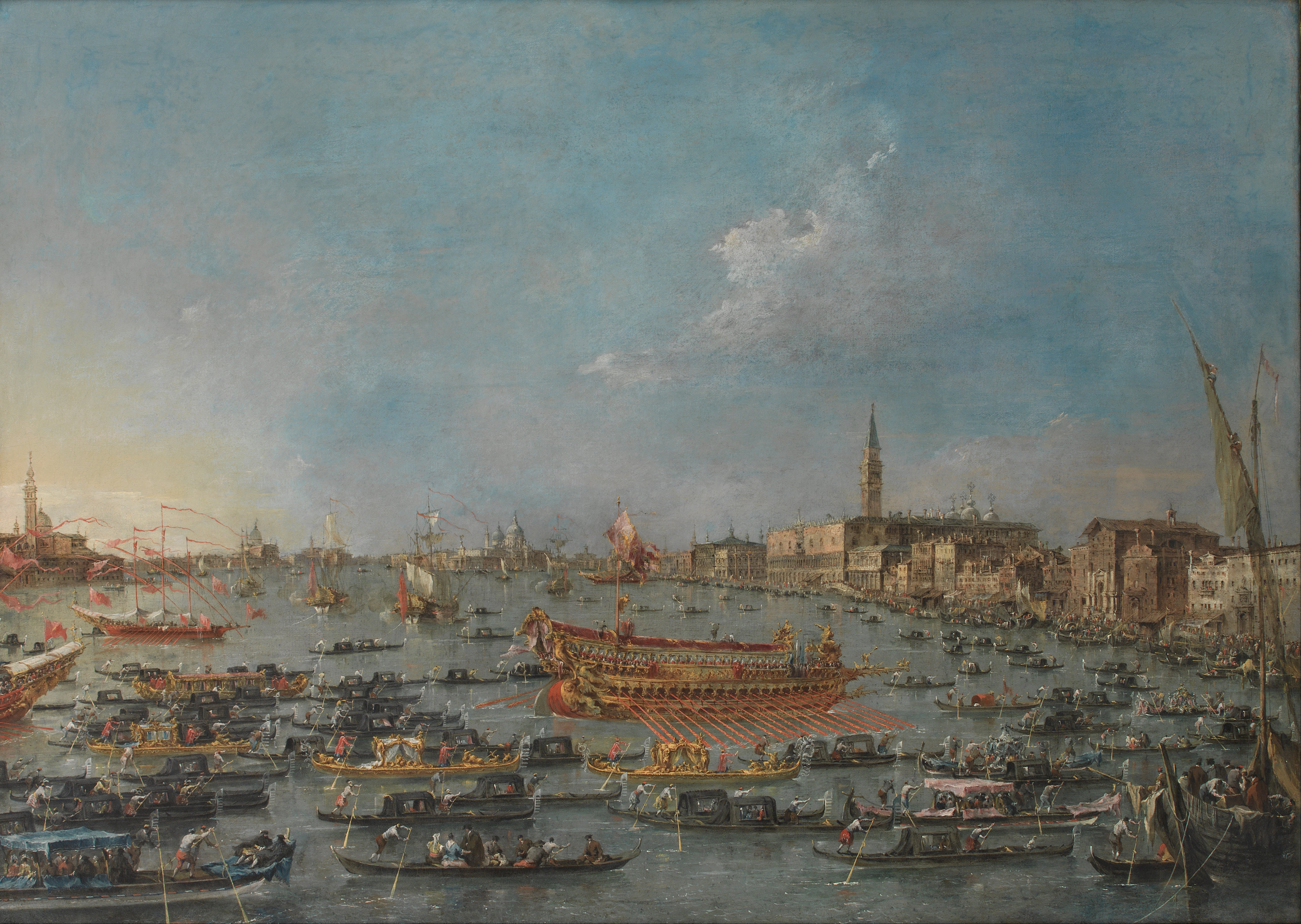
《威尼斯布辛托羅節》（1780–1793）
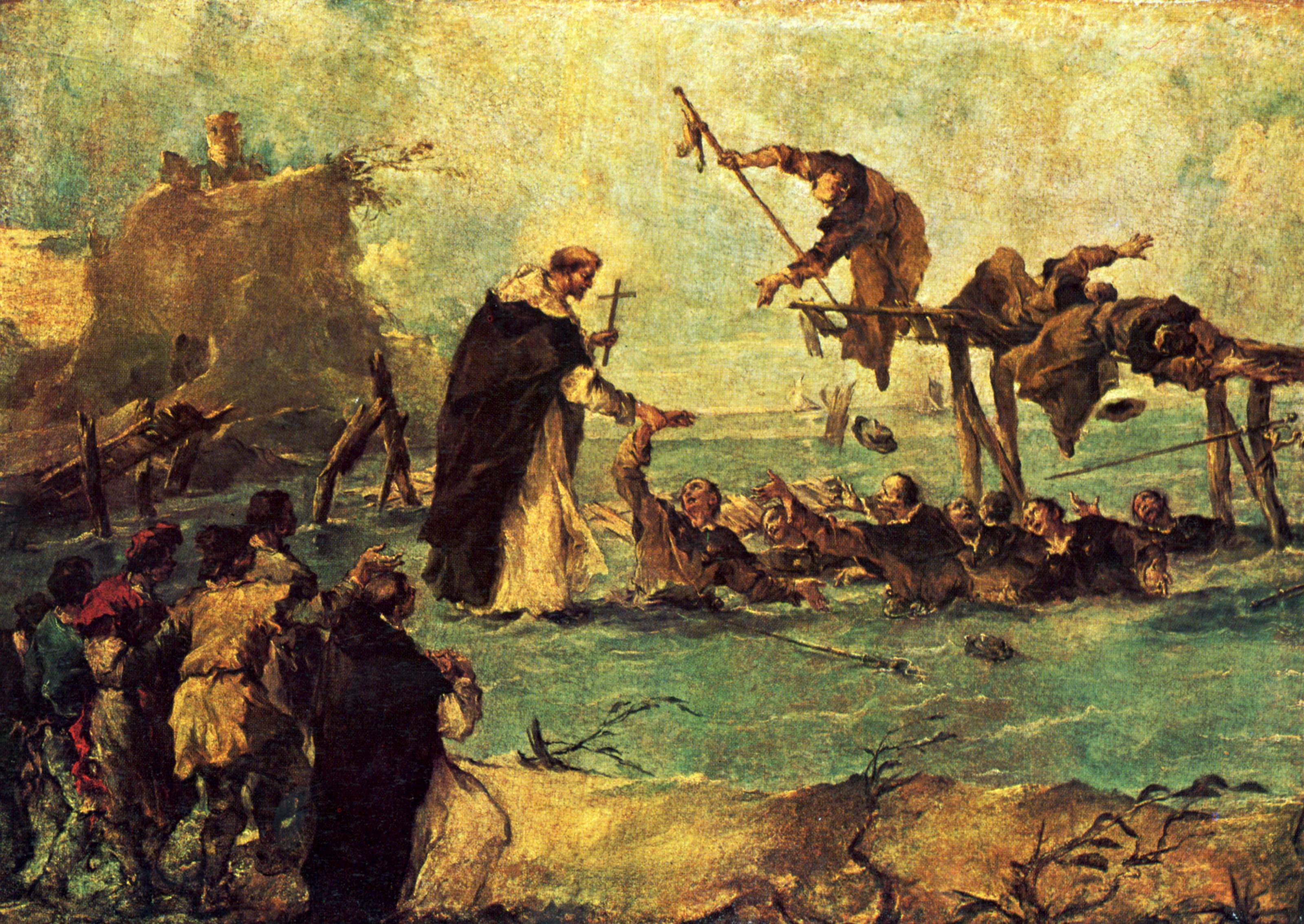
《多米尼加聖人的奇蹟》 （1763），盧加諾
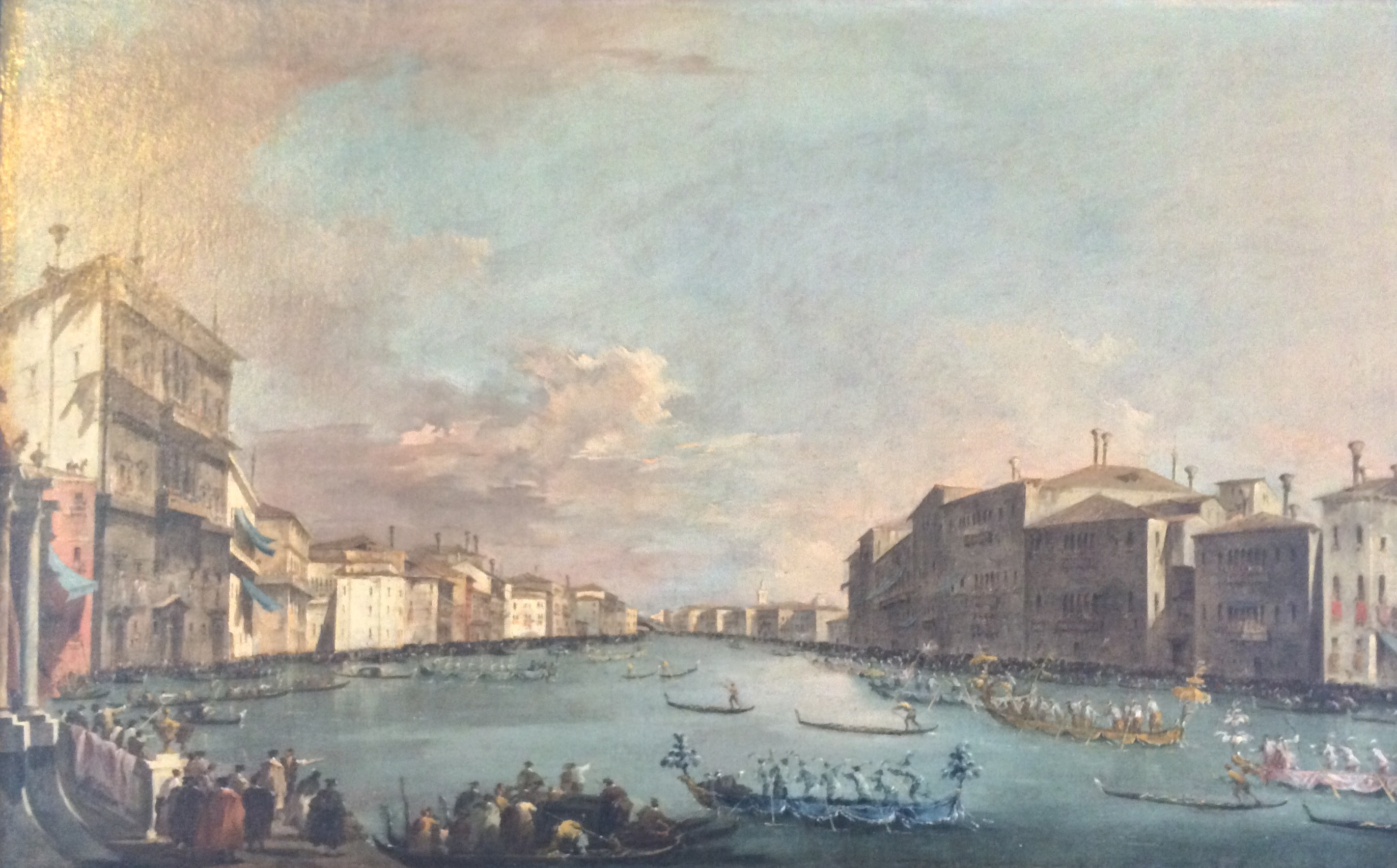
《威尼斯帆船賽（英语：Regatta in Venice）》（1770年）
《卡納雷焦運河景觀（英语：View of the Cannaregio Canal）》（約1770年）
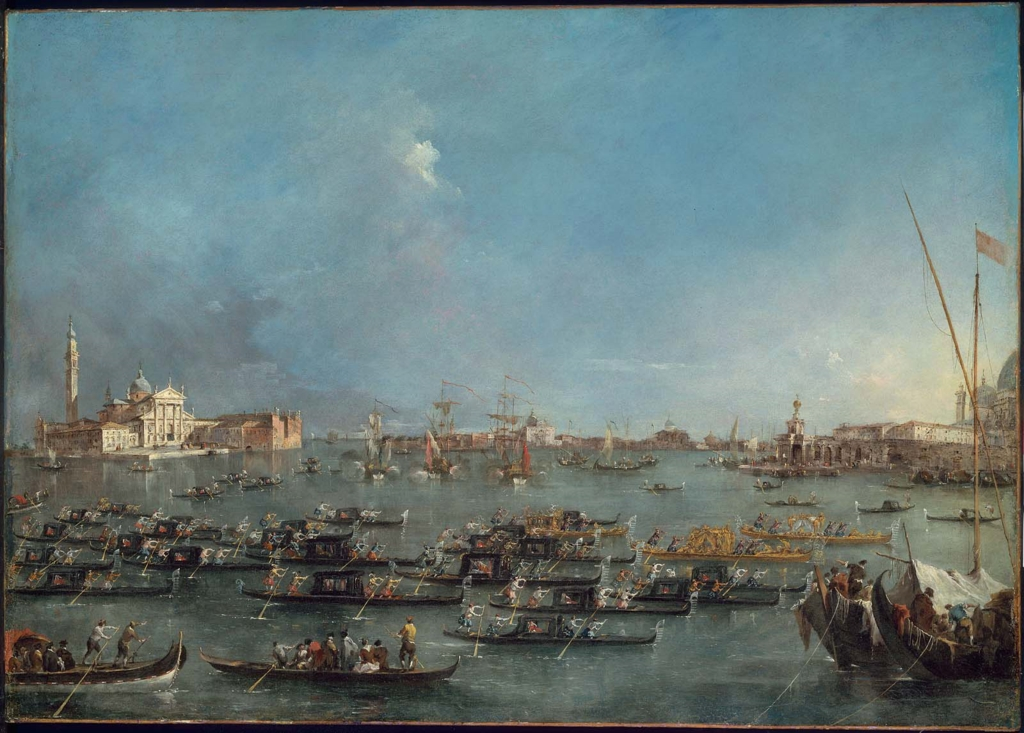
《聖馬可灣中的貢多拉遊行》（約1782年），波士頓美術館
《聖馬庫拉油庫大火》（1789）
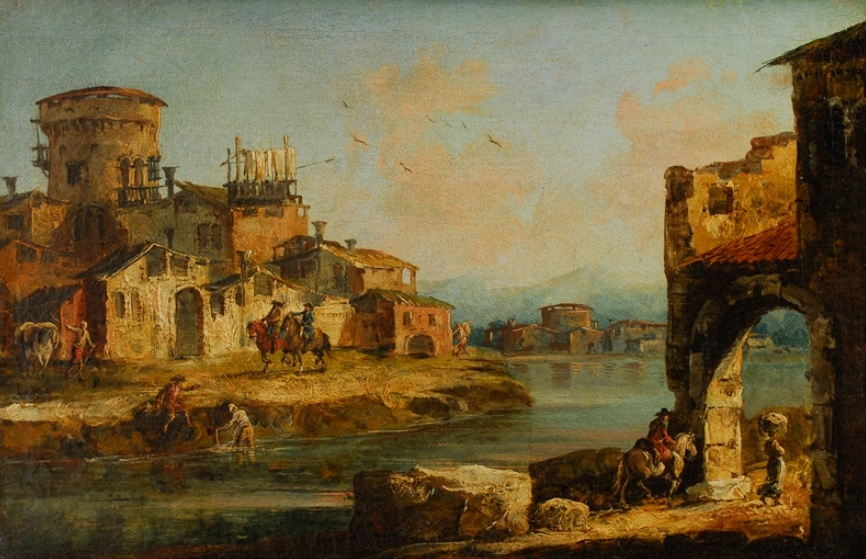
《威尼斯景觀》、梁贊美術館、梁贊
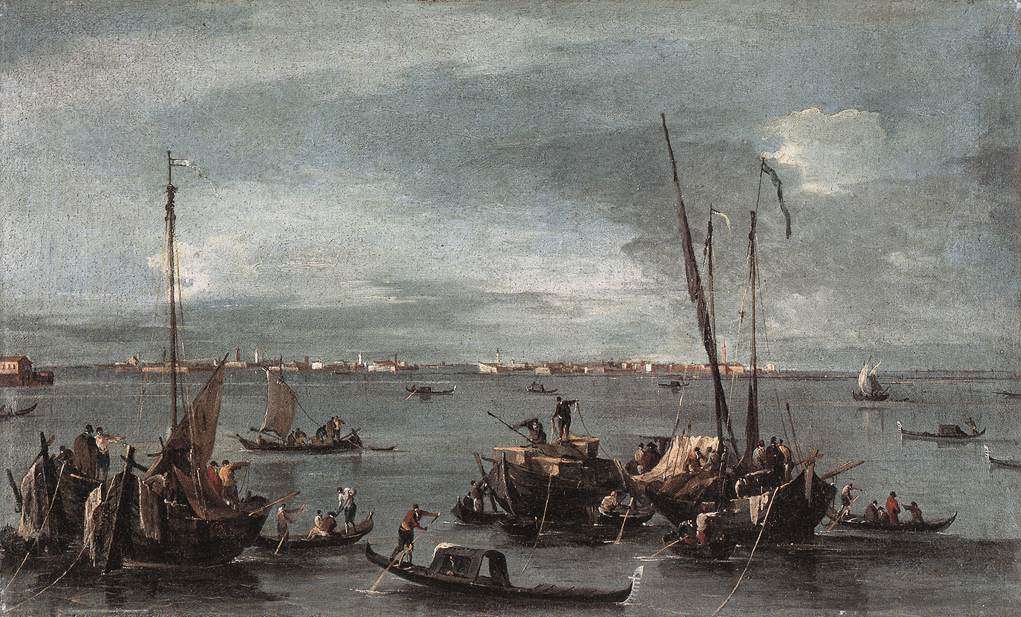
《從新堤岸望向穆拉諾的瀉湖》（1765-1770）
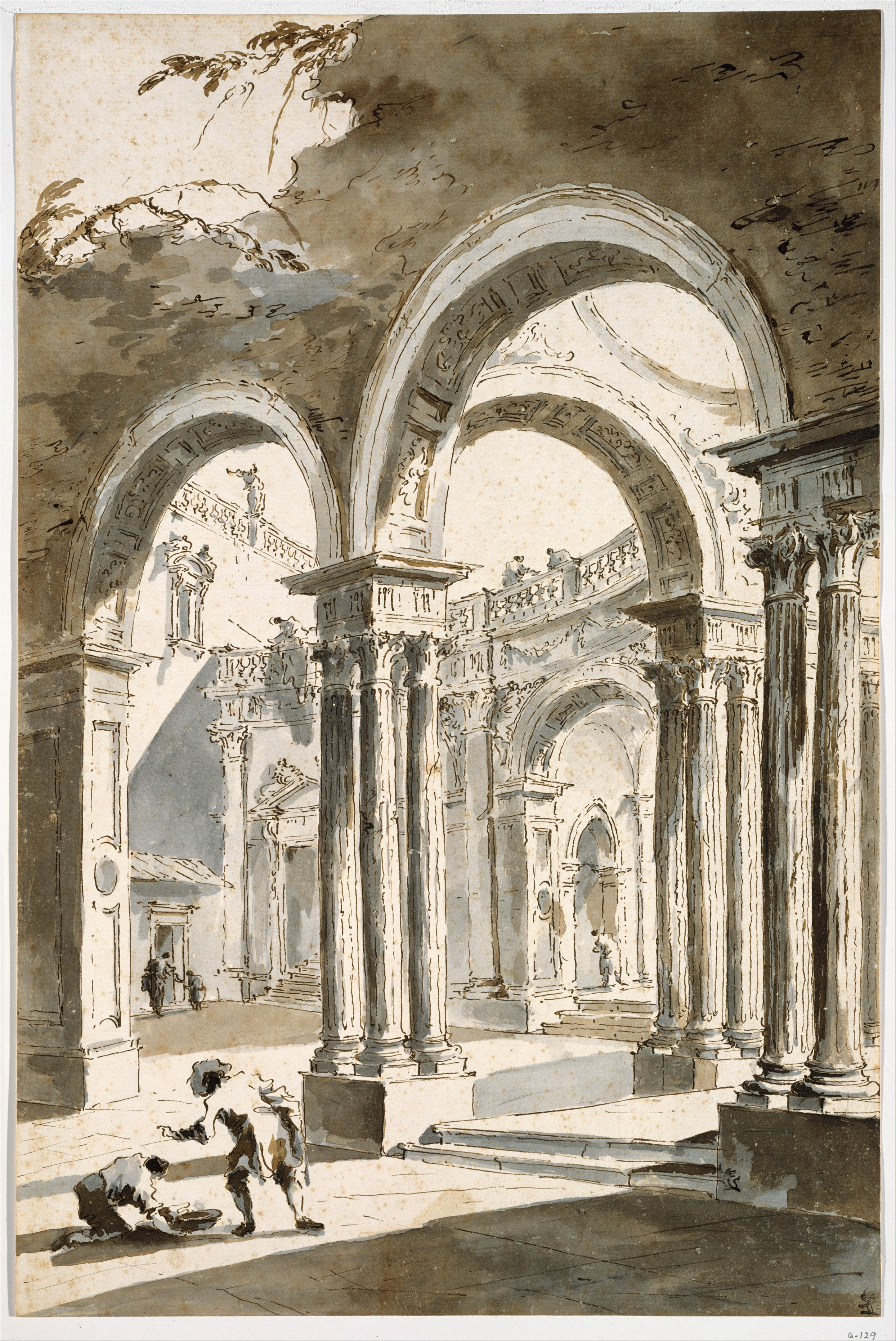
部分被毀的柱廊與人們（1780-90）

## 註腳
1. ↑  . Wga.hu.   [2012-09-13]. （原始内容存档于2022-08-10）.
2. ↑  . Wga.hu.   [2012-09-13]. （原始内容存档于2004-12-28）.
3. ↑  . Wga.hu.   [2012-09-13]. （原始内容存档于2004-12-28）.
4. ↑  . Wga.hu.   [2012-09-13]. （原始内容存档于2004-12-28）.
5. ↑  . Wga.hu.   [2012-09-13]. （原始内容存档于2007-03-12）.
6. ↑  Oil on canvas, 31,7 x 52,7 cm. Fitzwilliam Museum, Cambridge.

## 外部連結
维基共享资源上的相關多媒體資源：弗朗切斯科·瓜尔迪
- 121 artworks by or after Francesco Guardi at the Art UK site
- Canaletto （页面存档备份，存于）, a full text exhibition catalog from The Metropolitan Museum of Art, which contains material on Guardi
- Works by Guardi in the Wallace Collection
- Julia L. Valiela, "The Grand Canal with San Simeone Piccolo and Santa Lucia by Francesco Guardi (cat. 303)[]," in The John G. Johnson Collection: A History and Selected Works[永久], a Philadelphia Museum of Art free digital publication